# Maria Pachleitner
Maria Pachleitner (* 10. September 1909 in Polstrau; † 24. Jänner 2008) war eine österreichische Politikerin, Gründerin und Präsidentin der Lebenshilfe.

## Leben und Wirken
Maria Pachleitner verbrachte ihre Kindheit im heute slowenischen Polstrau, das damals zur Untersteiermark gehörte. Nach dem Ende des Ersten Weltkriegs zog sie mit ihrer Familie nach Graz, wo sie die Handelsschule besuchte. Nach dem Abschluss arbeitete sie als Sekretärin in Anwaltskanzleien. Im Oktober 1939 heiratete sie August Pachleitner, den Inhaber der Feuerwehrausrüstungsfirma „Rosenbauer“. Gemeinsam hatten sie zwei Söhne, der zweite Sohn wurde 1943 mit Trisomie 21 geboren.
Die Behinderung ihres Kindes motivierte das Paar im Jahr 1960 den „Verein zur Förderung cerebralgestörter Personen“ zu gründen, der ab 1962 „Lebenshilfe“ genannt wurde. Nach dem Tod ihres Mannes im Jahr 1961 war Maria Pachleitner weiterhin eine treibende Kraft des Vereins. Dank ihrer ständigen Bemühungen um die Integration von Menschen mit Behinderungen wurde 1964 das Steiermärkische Behindertengesetz verabschiedet, das den Schutz von benachteiligten Menschen gewährleistet. Es war das erste derartige Gesetz in Österreich. Pachleitners Ziel war es, dass benachteiligte Menschen in Sicherheit und Geborgenheit ein Leben in Würde und in Harmonie zur Umwelt verbringen können. Sie war bis 1987 Präsidentin des Landesverbandes der steirischen Lebenshilfen und bis 1993 Präsidentin der Sektion Graz und Umgebung.
1986 setzte sich Pachleitner gemeinsam mit ihrem damaligen Mitarbeiter Marc Angelini für die Gründung von Special Olympics Austria und die Austragung in Österreich ein.
Pachleitner starb im Jänner 2008 im Alter von 98 Jahren, wenige Wochen nach dem Tod ihres behinderten Sohnes. In Graz sind eine Straße und ein Kindergarten nach ihr benannt.

## Auszeichnungen
- 1990: Ehrenring der Stadt Graz[3]